# Acacia nebrownii
Acacia nebrownii é uma espécie de leguminosa do gênero Acacia, pertencente à família Fabaceae.